# Про що пліткують зорі
«Про що пліткують зорі» (кор. 별들에게 물어봐) — південнокорейський телесеріал, що розповідає історію про астронавтів і туриста, які відправляються на космічну станцію. Серіал транслювався на телеканалі tvN щосуботи та щонеділі з 4 січня по 23 лютого 2025 о 21:20 (KST), крім того, він також доступний на платформі TVING у Південній Кореї та на Netflix у вибраних регіонах. У головних ролях Лі Мін Хо, Кон Хьоджін, О Джонсе та Хан Джіин.
Попри свій бюджет в 50 мільярдів ₩ та 5 років у виробництві, перший південнокорейський серіал про космос отримав низькі телевізійні рейтинги в межах 1-2 % та багато критики у свій бік щодо своєї довершеності, якості сценарію та візуальних ефектів.

## Сюжет
Кон Рьон, який врятував життя Чхве Коин, позбавивши її плоду і зробивши безплідною, опиняється під гнівом Чхве Джерьон, її батька, та втрачає посаду гінеколога. Однак він отримує другий шанс поновитися на посаді гінеколога, коли починає зустрічатися з Коин. Тоді Джерьон пропонує угоду, що він зможе одружитися з Коин, якщо проведе ІЦІС для запліднення яйцеклітини На Мінджон спермою Чхве Тонхун, яка має випрямитися в космосі. Але Кон Рьон погоджується лише на умовах, що він зможе відкрити власну клініку гінекології в космосі для допомоги безплідним парам. Після проходження навчання Кон Рьон разом із командиром команди Ів Кім та космонавтом Сантьяґо Ґонсалес Ґарсія відправляється як турист на ILS, космічну орбітальну станцію. На станції він зустрічається з колишнім хлопцем Коин, Кан Кансу, який разом із Джерьон обманув Рьона і тепер отримав пробірку з яйцеклітинами. Тому Рьон починає боротьбу з Кансу за те, хто перший виконає місію, тим часом пристосовуючись до викликів, що на нього чекають на станції.

## Акторський склад

### Головні ролі
- Лі Мін Хо як Кон Рьон[9][10]

Хлопець Коин та турист, що відправляється на космічну станцію, щоб виконати таємну місію батька Коин із запліднення яйцеклітин.
- Кон Хьоджін(інші мови) як Ів Кім[9][10]

Космонавтка, що вперше летить на станцію як командир команди. Вона зустрічається з Пак Тон А, який залишився на землі в ЦКП (Центр керування польотами). Вона прагне зробити революцію запліднивши мишей на ILS.
- О Джонсе(інші мови) як Кан Кансу[9][10]

Досвідчений космонавт та колишній хлопець Коин, що займається дослідженням мух та їхнього розмноження на космічній станції. Він змовляється з Джерьон, щоб використати туриста як перевізника, коли планує самостійно виконати запліднення.
- Хан Джіин(інші мови) як Чхве Коин[9][10]

Донька Джерьон та дівчина Рьона, яка свого часу через розлюченість до Кансу потрапляє в ДТП та втрачає їхню дитину і стає безплідною.

### Другорядні ролі

#### Люди в ЦКП
- Кім Джухон(інші мови) як Пак Тон А[9][10]
- Лі Ель(інші мови) як Кан Тхехі[9][10]
- Лі Чхохі(інші мови) як Дона Лі[9][10]
- Лі Хьонґюн як Хан Сівон[9][10]
- Пак Єйон(інші мови) як Ма Инсу[9][10]

#### Люди в ILS
- Лі Чхохі(інші мови) як Міна Лі[9][10]
- Хо Намджун(інші мови) як Лі Синджун[9][10]
- Алекс Гафнер(інші мови) як Сантьяґо Ґонсалес Ґарсія[9][10]

#### Люди в MZ Group
- Кім Инсу(інші мови) як Чхве Джерьон[13][14]

Батько Коин і Тонхун та голова MZ Group, який хоче отримати спадкоємця, провівши запліднення яйцеклітин Міджон спермою Тонхуна в космосі.
- Пек Инхє(інші мови) як На Мінджон[15]

Дружина Тонхун, пацієнтка Рьона та лікарка педіатрії та підлітків в MZ Hospital.
- Кім Ґьондок як секретар Ґо

Секретар Коин.
- Ім Сондже як Чон Іман[16]

Друг Рьона та професор акушерства і гінекології в MZ Hospital.

#### Сім'я Рьона
- Чон Суґьон(інші мови) як Чі Хваджа[17]

Прийомна мати Рьона.
- Чхве Чонвон(інші мови) як Чан Міхва[17]

Прийомна мати Рьона.
- Чон Йонджу як Чон Намі[17]

Прийомна мати Рьона.

#### Інші
- Лі Дусок як Чхве Тонхун[13]

Чоловік Міджон та син Джерьона, який загинув під час обстеження будівництва. Він має викривлені сперматозоїди.

### Особлива поява
- Чо Чонсок як диктор новин (серія 1, 2)[18]
- Пак Джінджу(інші мови) як репортер[19]
- Пек Джівон(інші мови) як ворожка (серія 5)[17]

## Виробництво

### Розробка
У січні 2021 KeyEast повідомила, що розпочинає розробку серіалу «Про що пліткують зорі», бюджет якого складатиме понад 40 млрд ₩. Сценарій до серіалу напише Со Сукхян, який відомий за роботами «Навіть не мрій» та «Паста», а режисером виступить Пак Сіну, що режисував «Нормально бути ненормальним» та Любов і місто. 23 травня 2023 Міністерство культури, спорту та туризму повідомило, що разом із Корейським агентством з креативного контенту виділяють 1 мільярд ₩ для постпродакшену серіалу в межах програми «Проєкту з підтримки постпродакшену медіаконтенту 2023».

### Кастинг
18 листопада 2021 було повідомлено, що на головні ролі розглядаються актори Лі Мін Хо та Кон Хьоджін. 26 січня 2022 року представники агентства Prain TPC актора О Джонсе підтвердили, що розглядають його участь у серіалі. 28 березня 2022 було підтверджено, що головні ролі в серіалі зіграють Лі Мін Хо, який грав у «Панчіко», та Кон Хьоджін, яка відома за ролями в «Навіть не мрій» та «Коли квітне Камелія». У квітня стало відомо, що до акторського складу приєдналася Хан Джіин, що відома за роботами «Моєму принцу 100 днів» та «Будьте мелодраматичними», а у вересні — Кім Джухон, що знімався в «Базіка».

### Знімання
Знімання серіалу мало розпочатися у квітні 2022. 19 квітня 2023 виробнича команда повідомила, що знімання серіалу завершилося 12 березня і вони переходять до постпродакшену, щоб покращити якість серіалу, забезпечивши необхідні візуальні ефекти для створення атмосфери космосу.

## Реліз
Серіал транслювався на телеканалі tvN щосуботи та щонеділі з 4 січня по 23 лютого 2025 о 21:20 (KST), крім того, він також одночасно виходив на платформі TVING у Південній Кореї та на Netflix у вибраних регіонах.

## Оригінальний саундтрек

### Повний альбом
| When the Stars Gossip (Original Television Soundtrack), Диск 1 | When the Stars Gossip (Original Television Soundtrack), Диск 1    | When the Stars Gossip (Original Television Soundtrack), Диск 1 | When the Stars Gossip (Original Television Soundtrack), Диск 1 | When the Stars Gossip (Original Television Soundtrack), Диск 1 | When the Stars Gossip (Original Television Soundtrack), Диск 1 |
| #                                                              | Назва                                                             | Автор слів                                                     | Автор музики                                                   | Виконавець                                                     | Тривалість                                                     |
| -------------------------------------------------------------- | ----------------------------------------------------------------- | -------------------------------------------------------------- | -------------------------------------------------------------- | -------------------------------------------------------------- | -------------------------------------------------------------- |
| 1.                                                             | «Feel Like a Million»                                             | Нам Хєсин, Пак Джінхо                                          | Нам Хєсин, Пак Джінхо                                          | Big Naughty                                                    | 3:19                                                           |
| 2.                                                             | «Life is Tricky»                                                  | Нам Хєсин, Пак Джінхо                                          | Нам Хєсин, Пак Джінхо                                          | Сіон                                                           | 3:07                                                           |
| 3.                                                             | «Close to You»                                                    | Нам Хєсин, Кім Ґьонхі                                          | Нам Хєсин, Кім Ґьонхі                                          | Джін                                                           | 3:48                                                           |
| 4.                                                             | «Somewhere in This Universe» (모든 숨쉬는 순간은 기적이 되어)     | Нам Хєсин, Кім Ґьонхі                                          | Нам Хєсин, Кім Ґьонхі                                          | Синґван                                                        | 4:24                                                           |
| 5.                                                             | «Every Day Without You» (무뎌져가)                                | Нам Хєсин, Пак Джінхо                                          | Нам Хєсин, Пак Джінхо                                          | Лі Сухьон                                                      | 4:20                                                           |
| 6.                                                             | «Shining Just for You» (내 마음 같아)                             | Нам Хєсин, Пак Джінхо                                          | Нам Хєсин, Пак Джінхо                                          | GEMINI                                                         | 3:35                                                           |
| 7.                                                             | «When You Appeared»                                               | Нам Хєсин, Чон Джонхьок                                        | Нам Хєсин, Чон Джонхьок                                        | Лі Син'юн                                                      | 3:53                                                           |
| 8.                                                             | «Ask the Stars»                                                   | Нам Хєсин, Кім Ґьонхі                                          | Нам Хєсин, Кім Ґьонхі                                          | Кім Ґьонхі                                                     | 4:53                                                           |
| 9.                                                             | «Go for Launch»                                                   |                                                                | Нам Хєсин, Чон Джонхьок                                        | Нам Хєсин, Чон Джонхьок                                        | 1:59                                                           |
| 10.                                                            | «Trust in Me» (나를 믿어요)                                       |                                                                | Нам Хєсин, Пак Санхі                                           | Нам Хєсин, Пак Санхі                                           | 1:45                                                           |
| 11.                                                            | «The Dark Lord's March» (마왕행진곡)                              |                                                                | Нам Хєсин, Чо Міра                                             | Нам Хєсин, Чо Міра                                             | 0:43                                                           |
| 12.                                                            | «Mom's Hero» (엄마들의 영웅)                                      |                                                                | Нам Хєсин, Чон Джонхьок                                        | Нам Хєсин, Чон Джонхьок                                        | 1:16                                                           |
| 13.                                                            | «Can You See the Earth?» (지구 보여요?)                           |                                                                | Нам Хєсин, Чон Чонхун                                          | Нам Хєсин, Чон Чонхун                                          | 1:38                                                           |
| 14.                                                            | «Hero Ryong» (영웅 공룡)                                          |                                                                | Джеймс Кінг                                                    | Джеймс Кінг                                                    | 2:33                                                           |
| 15.                                                            | «Love Comes Around»                                               |                                                                | Ко Инджон                                                      | Ко Инджон                                                      | 0:52                                                           |
| 16.                                                            | «Ryong & Goeun» (룡이와 고은)                                     |                                                                | Лі Сойон                                                       | Лі Сойон                                                       | 1:40                                                           |
| 17.                                                            | «You Have Pretty Toes» (발가락이 예쁩니다)                        |                                                                | Нам Хєсин, Пак Санхі                                           | Нам Хєсин, Пак Санхі                                           | 1:07                                                           |
| 18.                                                            | «A Wonderful Day» (기분 좋은 날에)                                |                                                                | Нам Хєсин, Чо Міра                                             | Нам Хєсин, Чо Міра                                             | 1:57                                                           |
| 19.                                                            | «I'm Starting to Like You» (나 당신 맘에 드는데)                  |                                                                | Нам Хєсин, Чон Чонхун                                          | Нам Хєсин, Чон Чонхун                                          | 1:06                                                           |
| 20.                                                            | «When GangGangSoo Appears» (강강수가 나타나면)                    |                                                                | Пак Санхі                                                      | Пак Санхі                                                      | 0:41                                                           |
| 21.                                                            | «Love of Fruit Fly» (초파리의 사랑)                               |                                                                | Нам Хєсин, Пак Санхі                                           | Нам Хєсин, Пак Санхі                                           | 5:04                                                           |
| 22.                                                            | «Big Toe» (엄지발가락)                                            |                                                                | Нам Хєсин, Чон Джонхьок                                        | Нам Хєсин, Чон Джонхьок                                        | 2:30                                                           |
| 23.                                                            | «Temperature of Love» (사랑의 온도)                               |                                                                | Нам Хєсин, Пак Санхі                                           | Нам Хєсин, Пак Санхі                                           | 0:52                                                           |
| 24.                                                            | «If Surgery is Performed Zero Gravity» (무중력에서 수술을 한다면) |                                                                | Нам Хєсин, Пак Санхі                                           | Нам Хєсин, Пак Санхі                                           | 1:06                                                           |
| 25.                                                            | «I'm Your Friend Forever» (친구라는 이름으로)                     |                                                                | Нам Хєсин, Ко Инджон                                           | Нам Хєсин, Ко Инджон                                           | 0:59                                                           |
| 26.                                                            | «Threading a Needle in Zero Gravity» (무중력에서 바늘 꿰기)       |                                                                | Чо Ханна                                                       | Чо Ханна                                                       | 1:10                                                           |
| 27.                                                            | «Eve's True Heart» (이브의 진심)                                  |                                                                | Лі Сойон                                                       | Лі Сойон                                                       | 1:47                                                           |
| 28.                                                            | «I am Trapped» (나 여기 있어)                                     |                                                                | Ко Йонсо                                                       | Ко Йонсо                                                       | 1:13                                                           |
| 29.                                                            | «CO2»                                                             |                                                                | Чон Джонхьок                                                   | Чон Джонхьок                                                   | 1:56                                                           |
| 30.                                                            | «Advice» (조언)                                                   |                                                                | OHMINJI                                                        | OHMINJI                                                        | 1:56                                                           |
| 31.                                                            | «The Suspicious Ones» (수상한 그들)                               |                                                                | Юнсон                                                          | Юнсон                                                          | 2:24                                                           |

| When the Stars Gossip (Original Television Soundtrack), Диск 2 | When the Stars Gossip (Original Television Soundtrack), Диск 2     | When the Stars Gossip (Original Television Soundtrack), Диск 2 | When the Stars Gossip (Original Television Soundtrack), Диск 2 | When the Stars Gossip (Original Television Soundtrack), Диск 2 | When the Stars Gossip (Original Television Soundtrack), Диск 2 |
| #                                                              | Назва                                                              | Автор слів                                                     | Автор музики                                                   | Виконавець                                                     | Тривалість                                                     |
| -------------------------------------------------------------- | ------------------------------------------------------------------ | -------------------------------------------------------------- | -------------------------------------------------------------- | -------------------------------------------------------------- | -------------------------------------------------------------- |
| 1.                                                             | «Space Station» (우주정거장 (별들에게 물어봐 오프닝 타이틀))       |                                                                | Нам Хєсин, Пак Санхі                                           | Maytree                                                        | 0:45                                                           |
| 2.                                                             | «Maybe I Love You More»                                            | Нам Хєсин, Кім Ґьонхі                                          | Нам Хєсин, Кім Ґьонхі                                          | Кім Ґьонхі                                                     | 3:44                                                           |
| 3.                                                             | «I am Rich (Vocal by Jung Chae Won)» (I am Rich (Vocal by 정채원)) | Чхве Вонхі                                                     | Чхве Вонхі                                                     | Чхве Вонхі                                                     | 1:23                                                           |
| 4.                                                             | «Things that Make Me Laugh» (나를 웃게 하는 것들)                  |                                                                | Нам Хєсин, Чо Міра                                             | Нам Хєсин, Чо Міра                                             | 1:56                                                           |
| 5.                                                             | «History in the Making» (역사를 만드는 순간)                       |                                                                | Нам Хєсин, Пак Санхі                                           | Нам Хєсин, Пак Санхі                                           | 1:38                                                           |
| 6.                                                             | «Then Ask the Stars» (그럼 별들에게 물어봐)                        |                                                                | Чон Чонхун                                                     | Чон Чонхун                                                     | 1:50                                                           |
| 7.                                                             | «Ice Cream Operation» (아이스크림 대작전)                          |                                                                | Нам Хєсин, Пак Санхі                                           | Нам Хєсин, Пак Санхі                                           | 2:48                                                           |
| 8.                                                             | «Docking»                                                          |                                                                | Нам Хєсин, Чон Джонхьок                                        | Нам Хєсин, Чон Джонхьок                                        | 2:58                                                           |
| 9.                                                             | «Shall We Go to Heaven» (천국으로 가볼까)                          |                                                                | Чо Міра                                                        | Чо Міра                                                        | 0:35                                                           |
| 10.                                                            | «Space Debris» (우주 쓰레기)                                       |                                                                | Чон Джонхьок                                                   | Чон Джонхьок                                                   | 2:11                                                           |
| 11.                                                            | «Prohibited Experiment» (금지된 실험)                              |                                                                | Нам Хєсин, Пак Санхі                                           | Нам Хєсин, Пак Санхі                                           | 1:13                                                           |
| 12.                                                            | «Time in Space» (우주에서의 시간)                                  |                                                                | Нам Хєсин, Пак Санхі                                           | Нам Хєсин, Пак Санхі                                           | 1:38                                                           |
| 13.                                                            | «Astronaut in Wonderland» (이상한 나라의 우주인)                   |                                                                | Ко Инджон                                                      | Ко Инджон                                                      | 1:12                                                           |
| 14.                                                            | «Don't Worry»                                                      |                                                                | Чо Ханна                                                       | Чо Ханна                                                       | 2:24                                                           |
| 15.                                                            | «My Forever Commander» (영원한 나의 커맨더)                        |                                                                | Нам Хєсин, Пак Санхі                                           | Нам Хєсин, Пак Санхі                                           | 1:39                                                           |
| 16.                                                            | «What it Means to be a Mother» (엄마가 된다는 것)                  |                                                                | Нам Хєсин, Ко Инджон                                           | Нам Хєсин, Пак Санхі                                           | 2:02                                                           |
| 17.                                                            | «Friendship and Love» (우정과 사랑)                                |                                                                | Нам Хєсин, Пак Санхі                                           | Нам Хєсин, Пак Санхі                                           | 2:22                                                           |
| 18.                                                            | «Adaptation Period on Earth» (지구 적응기)                         |                                                                | Нам Хєсин, Пак Санхі                                           | Нам Хєсин, Пак Санхі                                           | 1:35                                                           |
| 19.                                                            | «The Issue with the Lotto» (로또가 문제)                           |                                                                | Пак Санхі                                                      | Пак Санхі                                                      | 0:57                                                           |
| 20.                                                            | «Ryong and Three Mothers» (룡이와 세명의 엄마들)                   |                                                                | Нам Хєсин, Ко Инджон                                           | Нам Хєсин, Ко Инджон                                           | 0:53                                                           |
| 21.                                                            | «Heated Dabate» (갑론을박)                                         |                                                                | Пак Санхі                                                      | Пак Санхі                                                      | 0:58                                                           |
| 22.                                                            | «The Torn Glove» (찢어진 장갑)                                     |                                                                | Чон Джонхьок                                                   | Чон Джонхьок                                                   | 2:14                                                           |
| 23.                                                            | «The Story of Eve» (이브 이야기)                                   |                                                                | Нам Хєсин, Пак Санхі                                           | Нам Хєсин, Пак Санхі                                           | 3:39                                                           |
| 24.                                                            | «Stand By»                                                         |                                                                | Кім Мінхі                                                      | Кім Мінхі                                                      | 1:23                                                           |
| 25.                                                            | «The Day We Looked at Each Other» (우리 마주 보던 날)              |                                                                | Нам Хєсин, Пак Санхі                                           | Нам Хєсин, Пак Санхі                                           | 4:12                                                           |
| 26.                                                            | «Back in One Piece» (무사귀환)                                     |                                                                | Нам Хєсин, Чон Джонхьок                                        | Нам Хєсин, Чон Джонхьок                                        | 2:35                                                           |
| 27.                                                            | «Somewhere Between Longing and Hate» (그리움과 미움의 그 어딘가)   |                                                                | Нам Хєсин, Пак Санхі                                           | Нам Хєсин, Пак Санхі                                           | 2:28                                                           |
| 28.                                                            | «Like Breaking Up the Waves» (파도를 헤엄쳐 가듯)                  |                                                                | Нам Хєсин, Пак Санхі                                           | Нам Хєсин, Пак Санхі                                           | 3:53                                                           |
| 29.                                                            | «Good Job»                                                         |                                                                | Кім Уджон                                                      | Кім Уджон                                                      | 1:46                                                           |
| 30.                                                            | «Scorpion»                                                         |                                                                | Но Соин                                                        | Но Соин                                                        | 1:26                                                           |
| 31.                                                            | «Belief» (믿음)                                                    |                                                                | Кім Йонджін                                                    | Кім Йонджін                                                    | 1:37                                                           |
| 32.                                                            | «Fire Alarm» (화재경보)                                            |                                                                | Лі Джіхє                                                       | Лі Джіхє                                                       | 2:20                                                           |
| 33.                                                            | «Exploding» (엔진폭발)                                             |                                                                | Sarah Suhhyun Kwon                                             | Sarah Suhhyun Kwon                                             | 2:07                                                           |
| 34.                                                            | «Try Something» (시도)                                             |                                                                | Ян Чхеин                                                       | Ян Чхеин                                                       | 1:36                                                           |
| 35.                                                            | «Impending Danger» (다가오는 위험)                                 |                                                                | Кім Мінсон                                                     | Кім Мінсон                                                     | 1:35                                                           |

### Альбом частинами
| When the Stars Gossip (Original Television Soundtrack), Part 1 | When the Stars Gossip (Original Television Soundtrack), Part 1 | When the Stars Gossip (Original Television Soundtrack), Part 1 | When the Stars Gossip (Original Television Soundtrack), Part 1 | When the Stars Gossip (Original Television Soundtrack), Part 1 | When the Stars Gossip (Original Television Soundtrack), Part 1 |
| #                                                              | Назва                                                          | Автор слів                                                     | Автор музики                                                   | Виконавець                                                     | Тривалість                                                     |
| -------------------------------------------------------------- | -------------------------------------------------------------- | -------------------------------------------------------------- | -------------------------------------------------------------- | -------------------------------------------------------------- | -------------------------------------------------------------- |
| 1.                                                             | «Feel Like a Million»                                          | Нам Хєсин, Пак Джінхо                                          | Нам Хєсин, Пак Джінхо                                          | Big Naughty                                                    | 3:19                                                           |
| 2.                                                             | «Feel Like a Million (Inst.)»                                  |                                                                | Нам Хєсин, Пак Джінхо                                          | Big Naughty                                                    | 3:19                                                           |

| When the Stars Gossip (Original Television Soundtrack), Part 2 | When the Stars Gossip (Original Television Soundtrack), Part 2 | When the Stars Gossip (Original Television Soundtrack), Part 2 | When the Stars Gossip (Original Television Soundtrack), Part 2 | When the Stars Gossip (Original Television Soundtrack), Part 2 | When the Stars Gossip (Original Television Soundtrack), Part 2 |
| #                                                              | Назва                                                          | Автор слів                                                     | Автор музики                                                   | Виконавець                                                     | Тривалість                                                     |
| -------------------------------------------------------------- | -------------------------------------------------------------- | -------------------------------------------------------------- | -------------------------------------------------------------- | -------------------------------------------------------------- | -------------------------------------------------------------- |
| 1.                                                             | «Life is Tricky»                                               | Нам Хєсин, Пак Джінхо                                          | Нам Хєсин, Пак Джінхо                                          | Сіон                                                           | 3:07                                                           |
| 2.                                                             | «Life is Tricky (Inst.)»                                       |                                                                | Нам Хєсин, Пак Джінхо                                          | Сіон                                                           | 3:07                                                           |

| When the Stars Gossip (Original Television Soundtrack), Part 3 | When the Stars Gossip (Original Television Soundtrack), Part 3 | When the Stars Gossip (Original Television Soundtrack), Part 3 | When the Stars Gossip (Original Television Soundtrack), Part 3 | When the Stars Gossip (Original Television Soundtrack), Part 3 | When the Stars Gossip (Original Television Soundtrack), Part 3 |
| #                                                              | Назва                                                          | Автор слів                                                     | Автор музики                                                   | Виконавець                                                     | Тривалість                                                     |
| -------------------------------------------------------------- | -------------------------------------------------------------- | -------------------------------------------------------------- | -------------------------------------------------------------- | -------------------------------------------------------------- | -------------------------------------------------------------- |
| 1.                                                             | «Close to You»                                                 | Нам Хєсин, Кім Ґьонхі                                          | Нам Хєсин, Кім Ґьонхі                                          | Джін                                                           | 3:48                                                           |
| 2.                                                             | «Close to You (Inst.)»                                         |                                                                | Нам Хєсин, Кім Ґьонхі                                          | Джін                                                           | 3:48                                                           |

| When the Stars Gossip (Original Television Soundtrack), Part 4 | When the Stars Gossip (Original Television Soundtrack), Part 4                | When the Stars Gossip (Original Television Soundtrack), Part 4 | When the Stars Gossip (Original Television Soundtrack), Part 4 | When the Stars Gossip (Original Television Soundtrack), Part 4 | When the Stars Gossip (Original Television Soundtrack), Part 4 |
| #                                                              | Назва                                                                         | Автор слів                                                     | Автор музики                                                   | Виконавець                                                     | Тривалість                                                     |
| -------------------------------------------------------------- | ----------------------------------------------------------------------------- | -------------------------------------------------------------- | -------------------------------------------------------------- | -------------------------------------------------------------- | -------------------------------------------------------------- |
| 1.                                                             | «Somewhere in This Universe» (모든 숨쉬는 순간은 기적이 되어)                 | Нам Хєсин, Кім Ґьонхі                                          | Нам Хєсин, Кім Ґьонхі                                          | Синґван                                                        | 4:24                                                           |
| 2.                                                             | «Somewhere in This Universe (Inst.)» (모든 숨쉬는 순간은 기적이 되어 (Inst.)) |                                                                | Нам Хєсин, Кім Ґьонхі                                          | Синґван                                                        | 4:24                                                           |

| When the Stars Gossip (Original Television Soundtrack), Part 5 | When the Stars Gossip (Original Television Soundtrack), Part 5 | When the Stars Gossip (Original Television Soundtrack), Part 5 | When the Stars Gossip (Original Television Soundtrack), Part 5 | When the Stars Gossip (Original Television Soundtrack), Part 5 | When the Stars Gossip (Original Television Soundtrack), Part 5 |
| #                                                              | Назва                                                          | Автор слів                                                     | Автор музики                                                   | Виконавець                                                     | Тривалість                                                     |
| -------------------------------------------------------------- | -------------------------------------------------------------- | -------------------------------------------------------------- | -------------------------------------------------------------- | -------------------------------------------------------------- | -------------------------------------------------------------- |
| 1.                                                             | «Every Day Without You» (무뎌져가)                             | Нам Хєсин, Пак Джінхо                                          | Нам Хєсин, Пак Джінхо                                          | Лі Сухьон                                                      | 4:20                                                           |
| 2.                                                             | «Every Day Without You (Inst.)» (무뎌져가 (Inst.))             |                                                                | Нам Хєсин, Пак Джінхо                                          | Лі Сухьон                                                      | 4:20                                                           |

| When the Stars Gossip (Original Television Soundtrack), Part 6 | When the Stars Gossip (Original Television Soundtrack), Part 6 | When the Stars Gossip (Original Television Soundtrack), Part 6 | When the Stars Gossip (Original Television Soundtrack), Part 6 | When the Stars Gossip (Original Television Soundtrack), Part 6 | When the Stars Gossip (Original Television Soundtrack), Part 6 |
| #                                                              | Назва                                                          | Автор слів                                                     | Автор музики                                                   | Виконавець                                                     | Тривалість                                                     |
| -------------------------------------------------------------- | -------------------------------------------------------------- | -------------------------------------------------------------- | -------------------------------------------------------------- | -------------------------------------------------------------- | -------------------------------------------------------------- |
| 1.                                                             | «Shining Just for You» (내 마음 같아)                          | Нам Хєсин, Пак Джінхо                                          | Нам Хєсин, Пак Джінхо                                          | GEMINI                                                         | 3:35                                                           |
| 2.                                                             | «Shining Just for You (Inst.)» (내 마음 같아 (Inst.))          |                                                                | Нам Хєсин, Пак Джінхо                                          | GEMINI                                                         | 3:35                                                           |

| When the Stars Gossip (Original Television Soundtrack), Part 7 | When the Stars Gossip (Original Television Soundtrack), Part 7 | When the Stars Gossip (Original Television Soundtrack), Part 7 | When the Stars Gossip (Original Television Soundtrack), Part 7 | When the Stars Gossip (Original Television Soundtrack), Part 7 | When the Stars Gossip (Original Television Soundtrack), Part 7 |
| #                                                              | Назва                                                          | Автор слів                                                     | Автор музики                                                   | Виконавець                                                     | Тривалість                                                     |
| -------------------------------------------------------------- | -------------------------------------------------------------- | -------------------------------------------------------------- | -------------------------------------------------------------- | -------------------------------------------------------------- | -------------------------------------------------------------- |
| 1.                                                             | «When You Appeared»                                            | Нам Хєсин, Чон Джонхьок                                        | Нам Хєсин, Чон Джонхьок                                        | Лі Син'юн                                                      | 3:53                                                           |
| 2.                                                             | «When You Appeared (Inst.)»                                    |                                                                | Нам Хєсин, Чон Джонхьок                                        | Лі Син'юн                                                      | 3:53                                                           |

| When the Stars Gossip (Original Television Soundtrack), Part 8 | When the Stars Gossip (Original Television Soundtrack), Part 8                             | When the Stars Gossip (Original Television Soundtrack), Part 8 | When the Stars Gossip (Original Television Soundtrack), Part 8 | When the Stars Gossip (Original Television Soundtrack), Part 8 | When the Stars Gossip (Original Television Soundtrack), Part 8 |
| #                                                              | Назва                                                                                      | Автор слів                                                     | Автор музики                                                   | Виконавець                                                     | Тривалість                                                     |
| -------------------------------------------------------------- | ------------------------------------------------------------------------------------------ | -------------------------------------------------------------- | -------------------------------------------------------------- | -------------------------------------------------------------- | -------------------------------------------------------------- |
| 1.                                                             | «Ask the Stars (Prod. by Hye Seung Nam)» (Ask the Stars (Prod. by 남혜승))                 | Нам Хєсин, Кім Ґьонхі                                          | Нам Хєсин, Кім Ґьонхі                                          | Кім Ґьонхі                                                     | 4:53                                                           |
| 2.                                                             | «Maybe I Love You More (Prod. by Hye Seung Nam)» (Maybe I Love You More (Prod. by 남혜승)) | Нам Хєсин, Кім Ґьонхі                                          | Нам Хєсин, Кім Ґьонхі                                          | Кім Ґьонхі                                                     | 3:44                                                           |
| 3.                                                             | «Ask the Stars (Inst.)»                                                                    |                                                                | Нам Хєсин, Кім Ґьонхі                                          | Кім Ґьонхі                                                     | 4:53                                                           |
| 4.                                                             | «Maybe I Love You More (Inst.)»                                                            |                                                                | Нам Хєсин, Кім Ґьонхі                                          | Кім Ґьонхі                                                     | 3:44                                                           |

## Оцінки й відгуки
| Оцінки оглядів           | Оцінки оглядів |
| Джерело                  | Рейтинг        |
| ------------------------ | -------------- |
| NDTV                     | [ 12 ]         |
| South China Morning Post | [ 51 ]         |

Хардіка Гупта з NDTV оцінила серіал в 1,5 з 5 зірок, зазначивши, що серіал намагається потрапити у всі ноти, але є надто поганим. У своєму огляді вказала на не пропрацьованість головних персонажів Кон Рьона й Ів Кім, а також відсутність потрібно акторської гри від акторів, що їх зобразили. Крім того, другорядна любовна лінії за словами авторки не вписується в загальний сюжет і виглядає зайвою. Також вказала на те, що серіал використовує дешеві візуальні ефекти при високому бюджеті, а саундтрек до серіалу не лишає незабутнє враження.
Пірс Конран з South China Morning Post оцінив серіал в 1 з 5 зірок, вказавши, що в другій половині сюжет стає нелогічним, серед таких моментів є: зміна характеру Ів з принципової особи, що дотримується правил до тої, що готова пожертвувати собою заради ембріона; відправлення вагітної особи в космос, хоча деякі тести показують, що вона може бути вагітною; фінальна сцена серіалу тощо.

## Рейтинги
Серіал за перші дві серії отримав рейтинг 3,3 % та 3,9 % згідно з Nielsen Korea, але рейтинг подальших серій впав до 1—2 %, де рейтинг серій за тиждень до фіналу склав 1 %.
| Сезон | Сезон | Номер серії | Номер серії | Номер серії | Номер серії | Номер серії | Номер серії | Номер серії | Номер серії | Номер серії | Номер серії | Номер серії | Номер серії | Номер серії | Номер серії | Номер серії | Номер серії | Середнє значення |
| Сезон | Сезон | 1           | 2           | 3           | 4           | 5           | 6           | 7           | 8           | 9           | 10          | 11          | 12          | 13          | 14          | 15          | 16          | Середнє значення |
| ----- | ----- | ----------- | ----------- | ----------- | ----------- | ----------- | ----------- | ----------- | ----------- | ----------- | ----------- | ----------- | ----------- | ----------- | ----------- | ----------- | ----------- | ---------------- |
|       | 1     | 890         | 969         | 628         | 744         | 462         | 721         | 425         | 521         | 500         | 673         | 454         | 572         | 436         | 454         | 393         | 593         | 590              |

| Серія | Дата першого показу | Середнє значення кількості переглядів (Nielsen Korea) | Середнє значення кількості переглядів (Nielsen Korea) |
| Серія | Дата першого показу | Загальнонаціональні                                   | Сеул                                                  |
| --- | ------------------- | ----------------------------------------------------- | ----------------------------------------------------- |
| 1 | 4 січня 2025        | 3,324 % (1-ше)                                        | 3,818 % (1-ше)                                        |
| 2 | 5 січня 2025        | 3,883 % (1-ше)                                        | 3,910 % (1-ше)                                        |
| 3 | 11 січня 2025       | 2,237 % (4-те)                                        | 2,679 % (3-тє)                                        |
| 4 | 12 січня 2025       | 2,781 % (2-ге)                                        | 3,042 % (1-ше)                                        |
| 5 | 18 січня 2025       | 1,8 % (Н/Д)                                           | 1,939 % (6-те)                                        |
| 6 | 19 січня 2025       | 2,905 % (4-те)                                        | 3,076 % (2-ге)                                        |
| 7 | 25 січня 2025       | 1,826 % (10-те)                                       | 2,144 % (2-ге)                                        |
| 8 | 26 січня 2025       | 2,199 % (5-те)                                        | 2,321 % (1-ше)                                        |
| 9 | 1 лютого 2025       | 2,075 % (4-те)                                        | 2,078 % (3-тє)                                        |
| 10 | 2 лютого 2025       | 2,693 % (1-ше)                                        | 2,791 % (1-ше)                                        |
| 11 | 8 лютого 2025       | 1,898 % (3-тє)                                        | 1,786 % (3-тє)                                        |
| 12 | 9 лютого 2025       | 2,073 % (2-ге)                                        | 2,039 % (2-ге)                                        |
| 13 | 15 лютого 2025      | 1,852 % (3-тє)                                        | 2,103 % (3-тє)                                        |
| 14 | 16 лютого 2025      | 1,928 % (2-ге)                                        | 1,980 % (1-ше)                                        |
| 15 | 22 лютого 2025      | 1,783 % (3-тє)                                        | 2,097 % (2-ге)                                        |
| 16 | 23 лютого 2025      | 2,550 % (1-ше)                                        | 2,517 % (1-ше)                                        |
| Середнє значення | Середнє значення    | 2,363 %                                               | 2,520 %                                               |
| - У таблиці вище, найнижчі рейтинги позначені синім кольором, а найвищі — червоним кольором. - Цей серіал виходив на кабельному каналі/платному ТБ, що, зазвичай, має відносно меншу аудиторію ніж на безкоштовному ТБ/публічних каналах (KBS, SBS, MBC та EBS). |                     |                                                       |                                                       |